# 김태양 (2000년 2월)
김태양(2000년 2월 7일 ~ )은 대한민국의 축구 선수이며, 포지션은 공격수이다.